# Maciej Żytecki
Maciej Żytecki (ur. 17 marca 1942 w Andrychowie) – generał brygady Wojska Polskiego.
Absolwent Oficerskiej Szkoły Wojsk Pancernych i Zmechanizowanych w Poznaniu. Dowódca kompanii czołgów. Uczestnik agresji na Czechosłowację w 1968 w składzie 10 Sudeckiej Dywizji Pancernej. Skierowany na naukę do Akademii Sztabu Generalnego, którą ukończył 1972. Dowódca 23 Pułku Czołgów Średnich w Słubicach. Szef Oddziału Szkolenia Wojsk Pancernych w Głównym Zarządzie Szkolenia Bojowego WP, potem w Akademii Sztabu Generalnego. W latach 1998–2002 szef Wojewódzkiego Sztabu Wojskowego w Łodzi i dowódca garnizonu Łódź.
W 2003 przeniesiony do rezerwy.

## Odznaczenia
- Krzyż Komandorski Orderu Odrodzenia Polski (2001)[1]
- Krzyż Oficerski Orderu Odrodzenia Polski
- Krzyż Kawalerski Orderu Odrodzenia Polski